# 周知方
周知方（英語：Vincent Zhou；2000年10月25日—）是美國男子花样滑冰選手，出生於加利福尼亞州的聖荷西。两届世锦赛铜牌得主（2019、2022）。
他的父母來自北京，都在硅谷高科技行業工作。他的母親格非是參與締造Oracle数据库的主要人物之一。2009年，格非辭掉高達六位數薪金的工作，搬到了加利福尼亞州的里弗赛德來支持周知方的滑冰訓練。
2018年2月，周知方代表美國參加2018年冬季奥林匹克运动会男子花樣滑冰項目，這是他首次參加奧運會。他在短节目中完成了勾手四周跳，成为首个在冬奥会赛场上完成这一高难度动作的运动员。最终在当届冬奥会花样滑冰男子单人滑项目中排名第6位。

## 2021-2022賽季
於2021大獎賽美國站獲得金牌，在日本站則獲得銀牌。